# Skagen

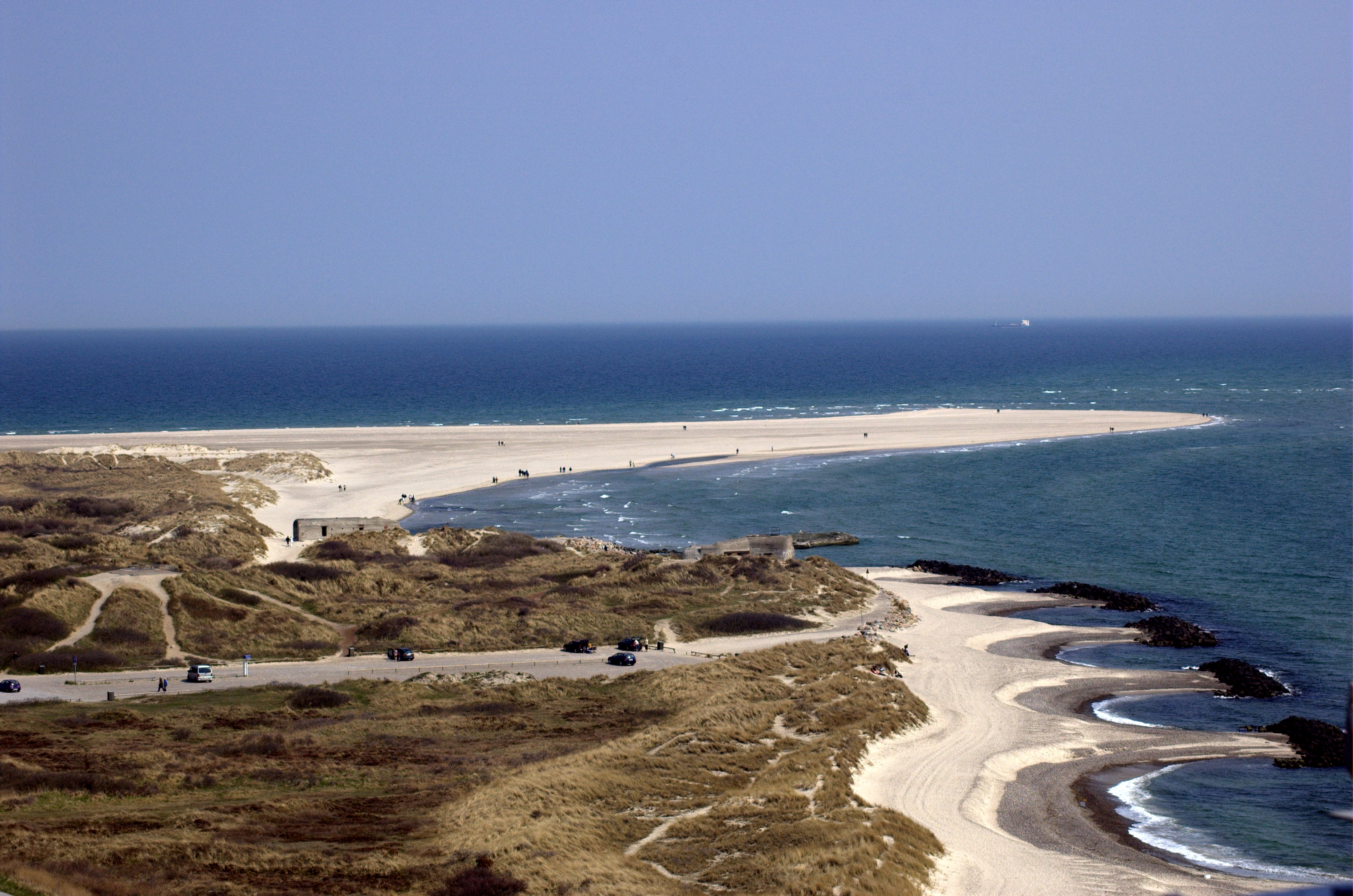
La lingua di terra più settentrionale della Danimarca, denominata Grenen ("il ramo").

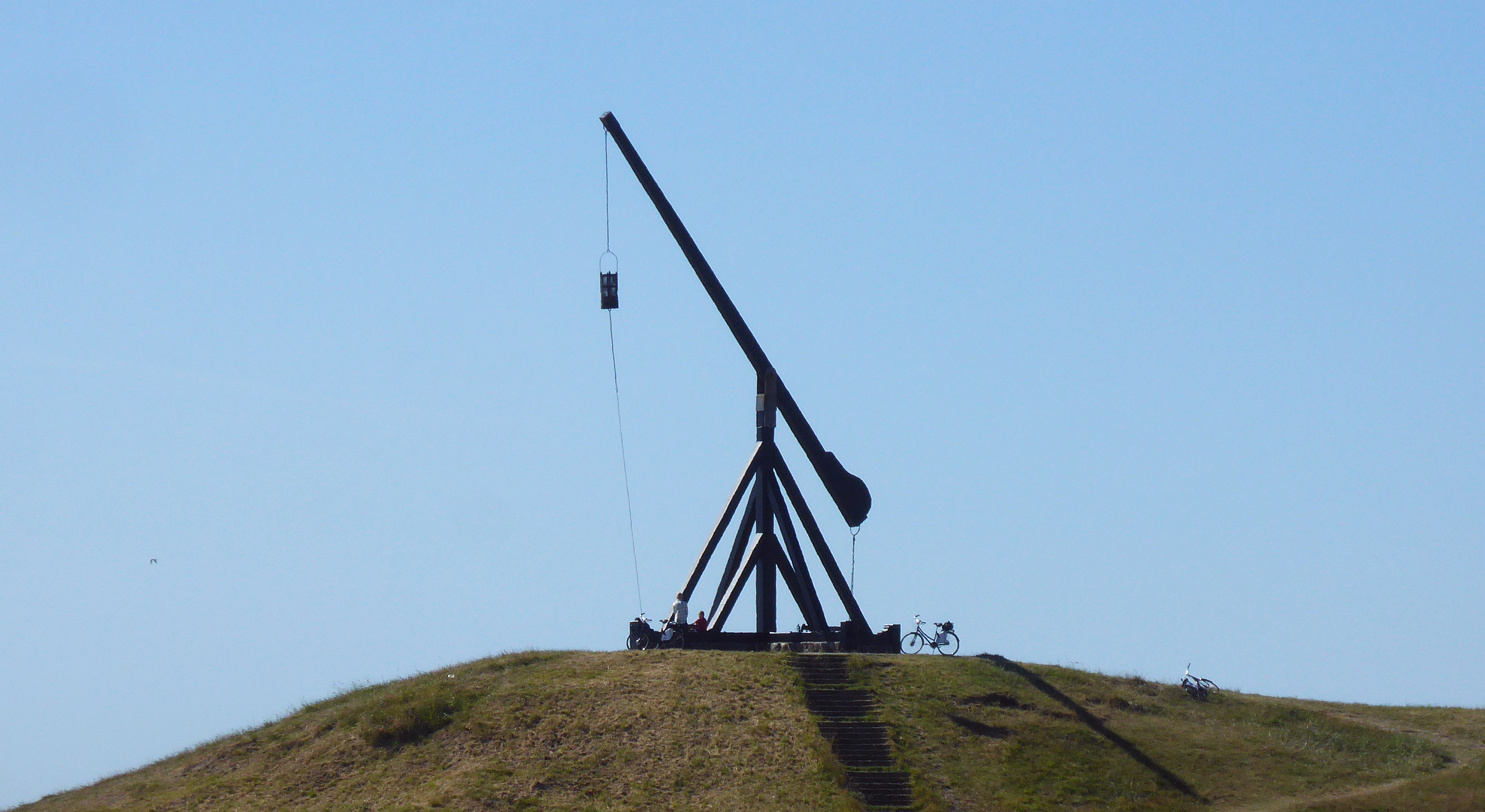
Faro Vippefyr (2018)

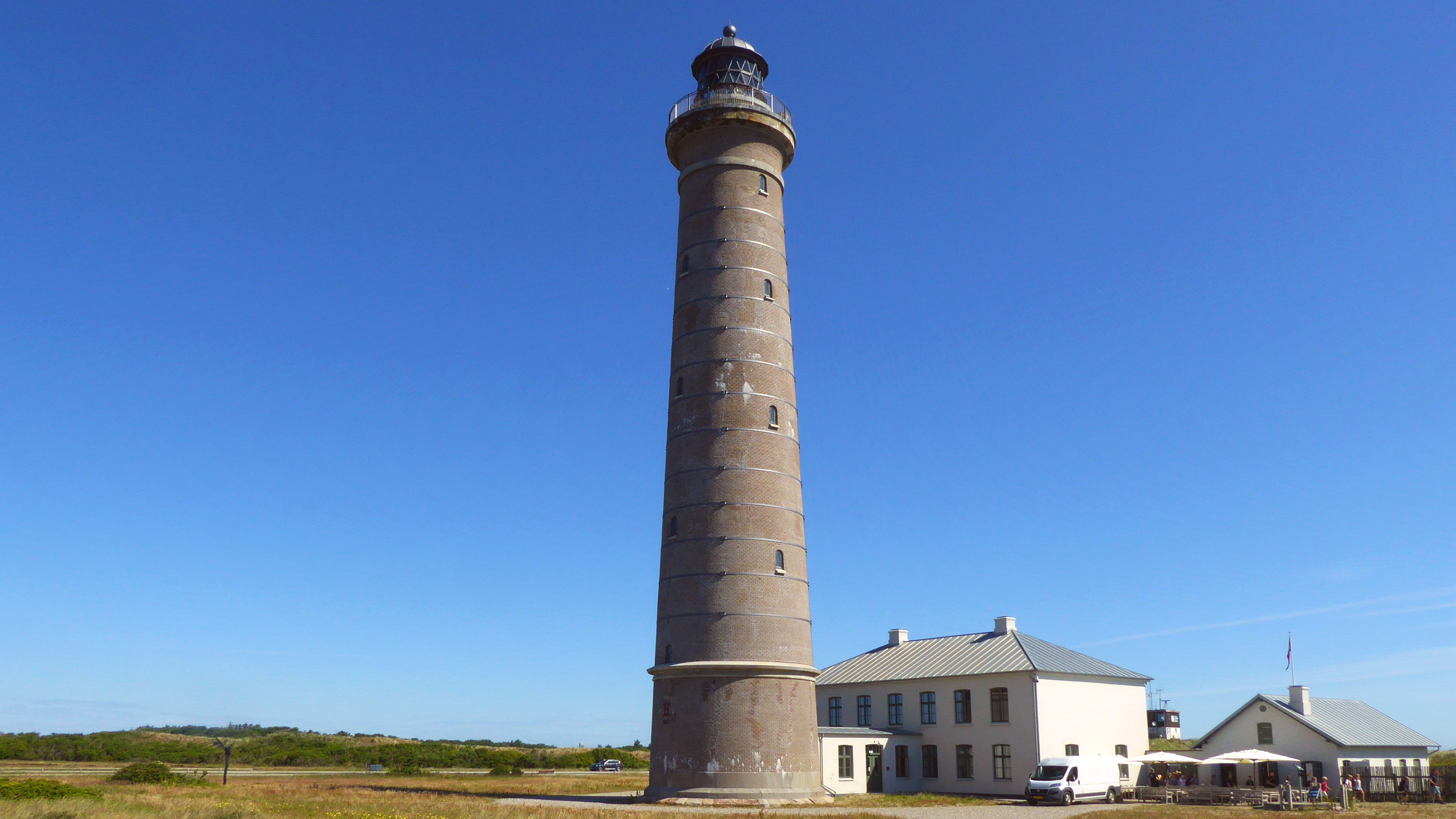
Faro Gråfyr (2018)

Skagen è un centro abitato danese situato nella regione dello Jutland Settentrionale sull'estremo settentrionale dello Jutland e in particolare dell'isola di Vendsyssel-Thy. Fa parte del comune di Frederikshavn.

## Geografia

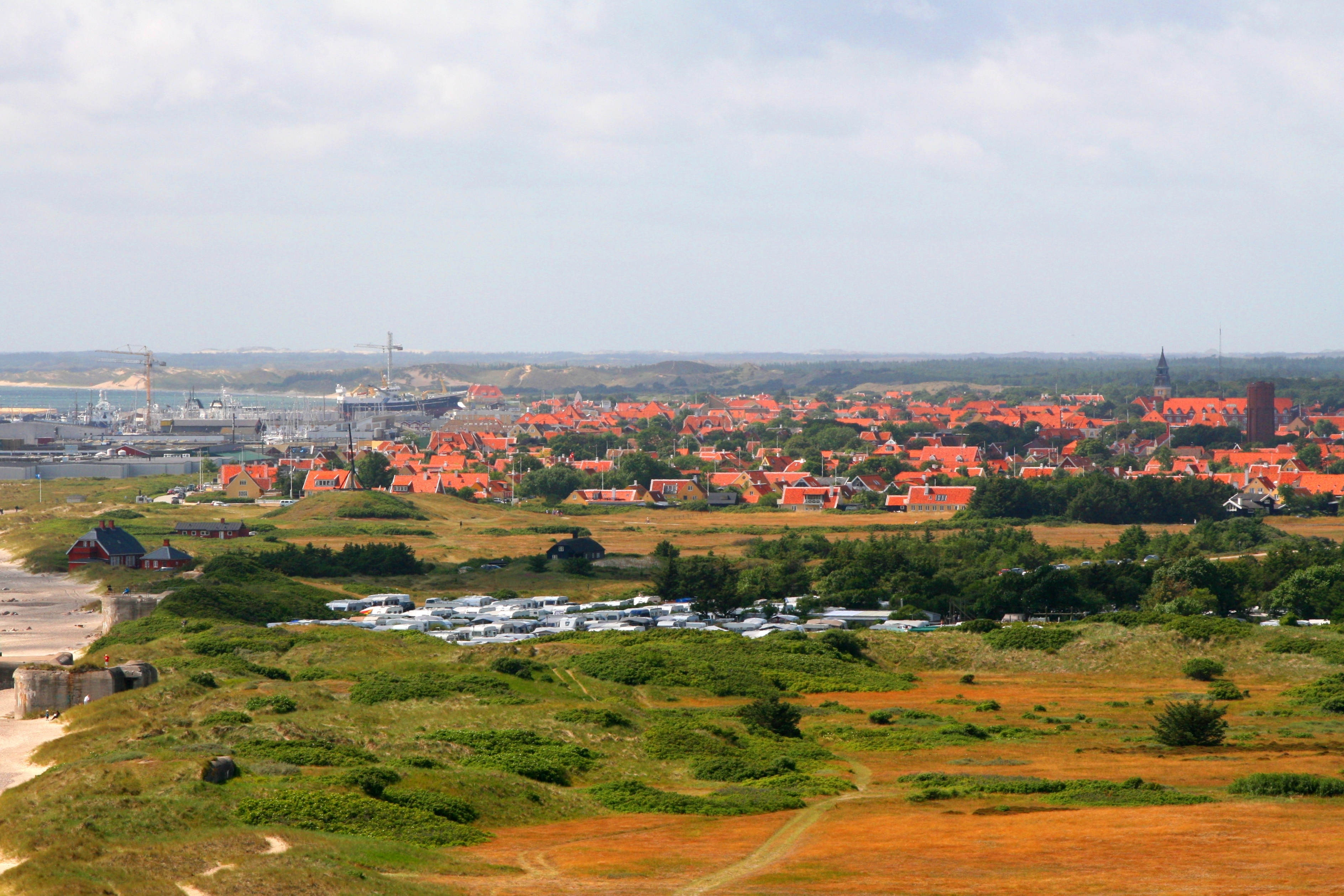
Vista su Skagen da nord

Skagen è il centro abitato più settentrionale della Danimarca, si trova circa 41 km a nord di Frederikshavn e 108 km a nordest di Aalborg. 
Skagen è composta da più centri abitati che nel tempo si sono uniti.  La parte più antica della cittadina, Gammel Skagen, anche chiamata Højen, si trova sulla costa nordoccidentale della penisola, Vesterby e Østerby si trovano invece sulla costa orientale.
Un paio di km a nord si trova Grenen, il punto estremo in cui si incontrano le acque del Kattegat e dello Skagerrak generando turbolenze che rendono difficile la navigazione. Il paesaggio nei dintorni di Skagen è caratterizzato dalle spiagge in continua mutazione per effetto della corrente, dal terreno pianeggiante e dalla presenza di dune mobili. La più grande duna mobile è chiamata Råbjerg Mile e attualmente è posizionata a sud di Skagen.

## Monumenti e luoghi d'interesse
Il vecchio faro Vippefyr situato poco a nord della città fu costruito nel XV secolo e in seguito distrutto. Ne è presente una ricostruzione. Nel XVII secolo fu sostituito dallo Hvidefyr ("faro bianco"), a sua volta sostituito dal più alto Gråfyr ("faro grigio") nel 1850, ancora presente.
A sud dalla città sono presenti la cosiddetta chiesa insabbiata (Tilsandende Kirke), una chiesa sepolta dalla sabbia, di cui è attualmente visibile e visitabile il solo campanile, e la piccola chiesa di Hulsig.
Ulteriori attrattive sono rappresentate dai numerosi musei e gallerie d'arte, tra i quali il museo di Skagen, che espone le maggiori opere dei pittori di Skagen realizzate tra il 1870 e il 1930. Nei pressi del museo si trova il Drachmanns Hus, l'abitazione del pittore e poeta Holger Drachmann (1846-1908) ora trasformata in museo. Nella cittadina si trova anche l'Anchers Hus, la casa di Anna e Michael Ancher che ospita numerose opere d'arte dei due pittori.
A sud del centro abitato si trova il Kystmuseet, in parte a cielo aperto dedicato alla vita sulla costa e la storia della navigazione e della pesca.
Poco a nordovest si trova lo Skagen Odde Naturcenter progettato da Jørn Utzon in cui sono illustrate le caratteristiche ambientali dell'area.

## Pittori di Skagen
Le particolari condizioni di luce della zona intorno a Skagen intorno al 1870 iniziarono ad attrarre numerosi artisti scandinavi seguaci della pittura en plein air. 
La cittadina diede quindi il nome ad un movimento del tardo '800, detto dei pittori di Skagen che comprende artisti originari o trasferitisi a Skagen per sfuggire dalle città. Le spiagge sono tra i soggetti principali di questo movimento. Tra i maggiori esponenti Peder Severin Krøyer, Michael Ancher ed Anna Ancher.